# 芥子坊主
芥子坊主(けしぼうず)とは
1. ケシの果実。阿片（あへん）はケシの未熟な果実から採取される。同じケシ属でも、オニゲシ、ひなげしなどには、あへん成分はほとんど含まれていない。
2. 江戸時代の少年少女の髪型。3～4歳の子供が結う（詳細は下に）。すずしろ、お芥子とも

## 髪型
江戸時代、長屋に住まう一般的な町人の子供達は、寺子屋に通ったり徒弟奉公に出されるまでの間は手入れの手間がかからないように一部の頭髪を残して丸坊主ということが多かった。
「芥子坊主」の最も基本の型は脳天のみに筆の穂先のように髪を残して丸坊主（芥子坊主の形に似ている）だが、前髪のみ短く残して結ばないもの、頭の両側に残すもの、前髪と後頭部を残すものなど親の趣味によってさまざまな形があった。成長に連れて伸ばす部分の面積を増やし、ある程度伸ばしたものは角大師と呼ばれた。
一部を残すのは、子供が川遊びをするなどして溺れたときに氏神が残した髪をつかんで引き上げてくれるからと言い習わされているが、短く前髪を残すものを含めていろいろな形があるのは親がわが子を見分ける目的のためと思われる。
女児でも幼児期（6歳くらいまで）は前髪、脳天、両鬢、後頭部（髷を作るあたり）の5ヶ所のみ髪を残して丸坊主にし、眉も剃る。伸ばし始めると、おたばこぼんや銀杏髷になる。
地方によっては河童の頭部がこの髪形だと伝えられる伝承もあり、徳島県には「ケシボウズ」という山に出る赤子の妖怪の伝承がある。
2006年現在、前髪を残す型のものは、時代劇『子連れ狼』に登場する少年「拝大五郎」役の子役が被る鬘にちなんで「大五郎カット」と呼ばれて親しまれている。
2002年のワールドカップでの、サッカーブラジル代表ロナウド選手の髪型がたまたま「大五郎」によく似ていたため、日本では彼の髪型が話題になっていた。